# برك هيل (باركشير)
برك هيل (بالإنجليزية: Brock Hill)‏ هي قرية تقع في المملكة المتحدة في جنوب شرق إنجلترا.